# Блакитний місяць (фільм)
Blue Moon — це перший повнометражний фільм австрійсько-шведського режисера Марії Андреа Дусль (англ. Maria Andrea Dusl). Він являє собою суміш жанрів бойовика, комедії, мелодрами та драми.

## Сюжет
Джонні Піхлер, австрієць, мафіозний кур'єр, лякається погроз, які він вислуховує під час передавання грошей балканському мафіозо, та тікає в його автомобілі разом з дівчиною за викликом Ширлі, як стає його добровільною «заручницею» у Словаччину, де молода жінка раптово зникає. У Львові і Києві Джонні знайомиться з водійкою таксі Яною, яка удає себе за сестру-близнюка Ширлі. Коли і вона зникає, Джонні, у супроводі Ігнаца зі Східної Німеччини, йде за її слідом до Одеси на Чорному морі.

## У ролях
- Йозеф Хадер
- Викторія Малекторович
- Детльов Бук
- Олексій Горбунов
- Орест Огородник — Євген Пазукін
- Сергій Романюк
- Алла Масленнікова
- Катерина Волкова
- Борис Георгієвський
- Назарій Московець
- Костянтин Ткаченко
- Федір Ольховський

## Відгуки
«Словник міжнародних фільмів» описує фільм як «пост-комуністичну історію кохання […] з переконливими виконавцями», сповнений «почуття до символічних деталей», як такий, що «поєднує на кількох рівнях гумор та глибину».

## Нагороди
2003
- Діагональ Грац, Гран-прі Діагоналі за найкращий австрійський фільм
- Łagów, Польща (спеціальний приз журі)
- Карлові Вари, Чехія — вибір критика Variety

2004 році
- Діагональ, Грац, премія Томаса Плюха за сценарій.